# Garzas de Plata de la UAEH
O Garzas de Plata de la UAEH é um clube profissional de basquetebol situada na cidade de Mineral de la Reforma, Hidalgo, México que disputa atualmente a LNBP. Manda seus jogos no Polideportivo "Carlos Martínez Balmori" com capacidade de 6.000 espectadores.